# The All-New Super Friends Hour
The All-New Super Friends Hour is een Amerikaanse animatieserie gebaseerd op de Justice League-strips van DC Comics. De serie is onderdeel van de Super Friends-serie, geproduceerd door Hanna-Barbera. De serie liep van 10 september 1977 tot 2 september 1978 met een totaal van 15 afleveringen.

## Productie
Hoewel Hanna-Barbera’s eerste superheldenserie geen succes was, zorgde de populariteit van de Wonder Woman televisieserie en The Six Million Dollar Man ervoor dat het bedrijf toch de Super Friends weer nieuw leven inblies. Ditmaal onder de naam The All-New Superfriends Hour. De nieuwe serie was wel een groot succes.

## Personages

### Vaste personages
- Superman
- Batman
- Robin
- Wonder Woman
- Aquaman

### Gastrollen
- Rima the Jungle Girl
- Hawkman
- Hawkgirl
- Atom
- Black Vulcan
- Apache Chief
- Flash
- Samurai
- El Dorado
- Green Lantern
- Zan and Jayna (a.k.a. The Wonder Twins)
- Gleek.

## Inhoud
The All-New Superfriends Hour bevatte vier losse filmpjes per aflevering.
Het eerste filmpje draaide altijd om twee van de vaste helden in een team-up met een van de gastpersonages. Het tweede filmpje bevatte een verhaal van de Wonder Twins. Het derde filmpje werd gezien als het “primaire” avontuur van de week, waarin het hele hoofdteam meedeed. Het vierde filmpje draaide weer om een speciale gastster.

## Rolverdeling
- Norman Alden - Aquaman/Green Arrow/Plasticman
- Michael Bell - Zan Wonder/Gleek
- Ted Cassidy, Danny Dark – Superman
- Joyce Mancini - Chuck McClennan
- Olan SoulÈ – Batman
- William Woodson – verteller
- Casey Kasem - Robin The Teen Wonder.
- Louise "Liberty" Williams - Jayna Wonder
- Michael Rye - Apache Chief/Green Lantern
- Wally Burr - The Atom
- Fernando Escandon - El Dorado
- Ted Knight - The Flash
- Shannon Farnon – Wonder Woman

## Afleveringen
1. The Brain Machine / Joy Ride / Invasion of the Earthors / The Whirlpool
2. Invasion of the Hydronoids / Hitchhike / City in a Bottle / Space Emergency
3. The Marsh Monster / Runaways / Will the World Collide? / Time Rescue
4. Doctor Fright / Drag Race / Day of the Plant Creatures / Fire
5. The Monster of Dr. Droid / Vandals / SuperFriends vs. SuperFriends / Energy Mass
6. The Secret Four / Tiger on the Loose / The Mysterious Time Creatures / The Antidote
7. The Enforcer / Shark / Planet of the Neanderthals / Flood of Diamonds
8. The Collector / Handicap / The Mind Maidens / Alaska Peril
9. Attack of the Giant Squid / Game of Chicken / The Water Beast / Volcano
10. The Invisible Menace / Initiation / Coming of the Arthropods / River of Doom
11. The Fifty Foot Woman / Cheating / Exploration Earth / Attack of the Killer Bees
12. Forbidden Power / Pressure Point / The Lionmen / The Day of the Rats
13. The Man-Beasts of Xra / Prejudice / The Tiny World of Terror / Tibetan Raiders
14. Frozen Peril / Dangerous Prank / The Mummy of Nazca / Cable Car Rescue
15. The Protector / Stowaways / The Ghost / Rampage